# Радослав Рачев
Радослав Тодоров Рачев (роден на 16 юни 1965 г.) е български актьор, озвучаващ актьор, сценограф, тонрежисьор и режисьор на дублажи. През 2002 г. става един от създателите арт школа „Артлантида“.

## Биография
Рачев е роден на 16 юни 1965 г. в Плевен, България.
Завършва ВИТИЗ през 1989 г. в класа на Димитър Стоянов.
През 1990 г. става един от инициаторите и учредителите на частната театрална формация „Театър13“ със седалище Национален дворец на културата. Работил е като актъор, сценограф и кукломайстор  по спектаклите „Малкият принц“, „Двойници в нощта“, „Кабаре“, „Фолклорна магия“, „Като сън: Лешникотрошачката“ и с Васко Кръпката по „Рокендрол мечта“.
През 1997 г. е съавтор, актьор, сценограф и кукломайстор на спектакъла „Резонанс“ и шоуспектакъла „Силуети“  с режисьор Цанко Тасев, а през 1998 г. е сърежисьор на юбилейния концерт спектакъл „Автопортрет“ на Нели Рангелова в зала 1 на НДК.
През 1999 г. участва като актьор, сценограф и кукломайстор в „Коледна песен“ по Чарлз Дикенс под режисурата на Бончо Урумов.

## Кариера на озвучаващ актьор
Рачев е по-известен с дублажа си на филми, сериали и анимации. Занимава се с озвучаване от 2000 г. Първите сериали, за които дава гласа си, са „Инспектор Гаджет“ за bTV и „Разследването на Да Винчи“ за Канал 1.
По-известни сериали, в които участва, са „Сайнфелд“, „Сабрина младата вещица“, „24“, „Осем прости правила“ (дублаж на студио Доли) и „Да, мило“ (в първи и втори сезон). Измежду анимационните поредици с негово участие са „Лабораторията на Декстър“ (трети и четвърти сезон), „Наруто“, „Бен и космическата десетка“, „Новото училище на императора“ и „Галактически футбол“.
Той е гласът на Скуби-Ду в сериалите „Какво ново, Скуби-Ду?“ и „Шаги и Скуби-Ду детективи“, както и в няколко филма от едноименната поредица, измежду които „Скуби-Ду: Училище за духове“ (първи дублаж на Александра Аудио), „Скуби-Ду: Върколак по неволя“ и „Скуби-Ду“. Участва и в други филми със нахсинхронен дублаж, като някои от тях са „Таласъми ООД“, „Артур и минимоите“, „Всички на сърф“ и „Семейство Симпсън: Филмът“.
От 2009 г. до началото на 2013 г. е един от режисьорите на дублажите в bTV. Първата му работа е по последните епизоди на „Вечно твоя“ и „Перла“. Първият му единичен филм като режисьор е „Вещиците близначки 2“, а за първи самостоятелен сериал започва с петия сезон на „Анатомията на грей“ от края на ноември 2009 г. до февруари 2010 г. През януари 2014 г. става режисьор и тонрежисьор в студио VMS (Victoria Media Services), бившето студио 100, където един от първите му сериали е „Стрелата“.
| Актьор            | Заглавия | Роли |
| ----------------- | --- | --- |
| Никълъс Кейдж     | Момчето в синьо Целувката на смъртта (дублаж на bTV) Да напуснеш Лас Вегас Град на ангели Цар на войната Биячът на мравки Опасностите на Банкок (дублаж на Медия линк) С мръсна газ В търсене на справедливост (дублаж на Медия линк) Замръзналата земя Доверие Сноудън Мама и татко | Нед Ханлан Литъл Джуниър Браун Бен Сандерсън Сет Юри Орлов Зок Джо Джон Милтън Уил Джерард Сержант Джак Халкомб Лейтенант Джим Стоун Ханк Форестър Брент Райън |
| Робърт де Ниро    | Лудото куче и Глория История с акули (дублажи на bTV и Андарта Студио) Звезден прах (дублаж на студио VMS) Джой Ох, на дядо! (дублаж на Медия линк) | Уейн „Лудото куче“ Доби Дон Лино Капитан Шекспир Руди Мангано Дик Кели                                                                                         |
| Силвестър Сталоун | Бягство към победата Разрушителят (дублаж на bTV) Специалистът (дублаж на bTV) Атентатори (дублаж на bTV) | Капитан Робърт Хеч Джон Спартан Рей Куик Робърт Рат |
| Том Ханкс         | Форест Гъмп (дублажи на Арс Диджитал Студио и Медия линк) Зеленият път (дублаж на Медия линк) Хвани ме, ако можеш (дублаж на Медия линк) Терминалът (дублаж на студио VMS) Семейство Симпсън: Филмът (дублаж на bTV) Войната на Чарли Уилсън (дублаж на Медия линк) Ангели и демони (дублаж на Медия линк) Мостът на шпионите Съли: Чудото на Хъдсън Кръгът | Форест Гъмп Пол Еджкомб Карл Харнати Виктор Наворски Себе си Чарли Уилсън Робърт Лангдън Джеймс Донован Капитан Челси „Съли“ Сълънбъргър Иймън Бейли           |
| Франк Уелкър      | Предизвикателството на Супер приятелите Скуби-Ду: Гонитба в компютъра (първи дублаж на Александра Аудио) Сабрина младата вещица Какво ново, Скуби-Ду? (дублаж на Арс Диджитал Студио) Какво ново, Скуби-Ду? (дублаж на bTV) Алоха, Скуби-Ду! (дублаж на студио Доли) Алоха, Скуби-Ду! (не е кредитиран, дублаж на Имидж Продакшън) Скуби-Ду и мумиите Шаги и Скуби-Ду детективи (дублаж на Арс Диджитал Студио) Шаги и Скуби-Ду детективи (дублаж на bTV) Скуби-Ду: Пирати на борда Скуби-Ду: Големият студ Скуби-Ду и Кралят на гоблините (дублаж на bTV) Скуби-Ду и мечът на самурая Скуби-Ду: Мистерията започва Скуби-Ду! Мистерия ООД (дублаж на Медия линк) Скуби-Ду и проклятието на 13-ия дух Скуби-Ду и виж кой друг! Скуби-Ду: Завръщане на острова на зомбитата Честит Хелоуин, Скуби-Ду! | Играча Фред Джоунс Скуби-Ду Фред Джоунс и Скуби-Ду Фред Джоунс и Скуби-Ду Фред Джоунс и Скуби-Ду Фред Джоунс и Скуби-Ду Фред Джоунс и Скуби-Ду                 |

## Личен живот
От 1989 г. е женен за актрисата Ася Рачева, с която има един син. От 2005 г. тренира айкидо и през 2014 г. основава собствен клуб - "Ай Ки Ато".

## Филмография
| Година | Филм                                              | Режисьор               |
| ------ | ------------------------------------------------- | ---------------------- |
| 1999   | Нова приказка за стари вълшебства - Жан           | Зоя Касамакова         |
| 2001   | Дело по съвест                                    | Луиджи Перели          |
| 2001   | Искам приказка                                    | Зоя Касамакова         |
| 2002   | Папа Йоан ХХІІІ                                   | А. Капитаус            |
| 2002   | Сорая                                             | Людовико Гаспарини     |
| 2002   | Тя и той (първи сезон, 17 епизод)                 | Станислав Тодоров-Роги |
| 2003   | Децата на Нонантола                               | Леоне Пампучи          |
| 2003   | Искам приказка (втори сезон)                      | Зоя Касамакова         |
| 2003   | Документален филм за Георги Бенковски             | Зоя Касамакова         |
| 2006   | Надникни                                          | Зоя Касамакова         |
| 2013   | Секс, лъжи и ТВ: Осем дни в седмицата (21 епизод) | Станислав Тодоров-Роги |
| 2014   | Столичани в повече (седми сезон, 2 епизод)        | Александър Косев       |